# Filla

Una filla és ésser humà femella descendent d'un progenitor. En relació als seus pares, és una nena, una noia o una dona. La seva contrapartida masculina és el fill.
El terme de filla a vegades és especificatiu, mentre que la paraula fill o fills tendeix a ser generalitzat i pot tenir en compte els dos gèneres. A vegades, el terme filla pot ser utilitzada com un epítet afectuós per una persona anciana o digna de reverència per a dirigir-se a una noia o una jove, però també a una dona adulta, en expressions d'afecte i de compassió.
A les societats patriarcals, les filles sovint disposen de drets familiars diferents o inferiors als dels fills. Algunes famílies poden mostrar preferència per tenir fills varons i arribar a sotmetre les filles a pràctiques com l’infanticidi femení. En determinades cultures, és costum que la filla sigui "venuda" al seu espòs, el qual ha de pagar un preu per la núvia. L’invers d’aquest costum és la dot, mitjançant la qual els pares de la dona lliuren una suma de diners a l’home per compensar la càrrega econòmica que suposadament representa la dona. La pràctica de pagar una dot es troba principalment en societats on les dones no treballen fora de la llar.

## Percepció
Als Estats Units, la taxa de naixements és de 105 fills per cada 100 filles, una proporció que s’ha mantingut com a patró natural des del segle XVIII. En aquest país, els futurs pares que busquen adoptar un infant mostren una lleugera preferència per les nenes. En clíniques de fertilitat on es pot escollir el sexe del nadó, la preferència també tendeix a afavorir les filles. Dins de les tradicions de diverses religions abrahàmiques, Luluva és considerada com la primera filla de la història.

## Filles en la literatura, cinema i art
El paper de la filla ha estat un tema rellevant en la literatura, especialment pel que fa a l’exploració de les relacions familiars i dels rols de gènere. A través de l’anàlisi de la relació entre els infants i els seus progenitors, els lectors poden extreure conclusions sobre la influència de l’estil de criança en el desenvolupament del caràcter i la personalitat del fill o filla.

### Filles a l'art, cinema i literatura dels Països Catalans

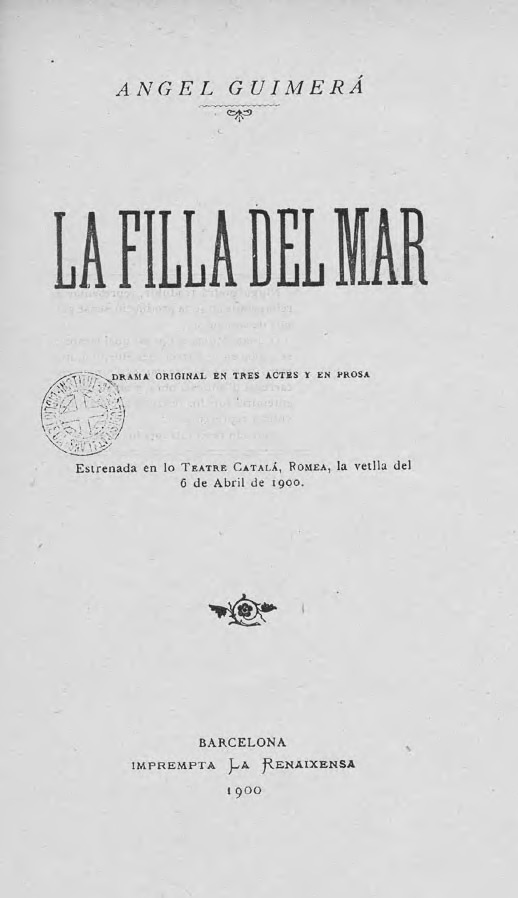

Hi ha diverses obres literàries o artístiques dels Països Catalans que es titul·len amb el nom de "filla", com per exemple: 
- La filla del mar, obra teatral d'Àngel Guimerà i Jorge.

- La filla de la neu (Núria Esponellà, 2016): ambientada a la Vall de Núria, entre difícil superació i paisatge pirinenc.
- La filla de l’hostalera (Anna Tortajada): novel·la històrica medieval ambientada al Sabadell del segle XIV.
- La filla del carboneret (Antoni M. Alcover – rondalla mallorquina adaptada): relata les enginyoses proves d’una heroïna jove.
- La filla estrangera (Najat El Hachmi) – novel·la sobre una jove marroquina criada a Catalunya, que tracta sobre la integració cultural i el conflicte d’identitat.
- Mare i filla (Jenn Díaz) – novel·la coral catalana que explora les relacions entre diverses generacions femenines dins d’una família.
- La filla del ral·li (Andreu Sotorra, 1995): llibre infantil i juvenil escrit per l’autor mallorquí premiat en literatura infantil.
- Poemes a la filla (Roser Matheu i Sadó) (1949): volum de poesia dedicat a la seva filla.
- La filla d’un lladre (dir. Belén Funes, 2019): pel·lícula, ópera prima guardonada (3 Gaudí i 1 Goya), centrada en la relació entre mare i filla després de la pèrdua del pare.
- La filla d’algú (2019) – llargmetratge col·lectiu de directors de l’ESCAC (incloent Celia Giraldo), protagonitzat per Aina Clotet com a advocada en una crisi familiar.
- La filla del Rei Barbut (1943): primera òpera valenciana per a titelles, música de Matilde Salvador i llibret de Manuel Segarra.

- Mare i filla (Joan Ponç): pintura de l’artista conservada al MACBA.

- La meva filla Victòria (Joaquim Sunyer, 1921): oli sobre tela conservat al MNAC, retrat de la seva filla Victòria.